# Dubinino (wieś w Kraju Krasnojarskim)
Dubinino (ros. Дубинино) – wieś (sieło) w Rosji, w Kraju Krasnojarskim, w rejonie szarypowskim. W 2021 liczyła 327 mieszkańców.